# Bistum Rom
Das Bistum Rom (lateinisch Dioecesis Urbis seu Romana, Bistum der Stadt oder Bistum Rom) geht auf die im 1. Jahrhundert gegründete Christengemeinde Roms zurück. Der Bischof von Rom ist zugleich Primas von Italien und Oberhaupt der römisch-katholischen Kirche. Da das Bistum Rom per se ein Erzbistum ist, übt der Bischof auch das Amt des Metropoliten der römischen Kirchenprovinz aus. Die Fläche des Bistums Rom ist kleiner als die Fläche der Stadt Rom.
Die Kathedrale des Bistums ist die Lateranbasilika. Die Führung der Amtsgeschäfte ist weitgehend an den Kardinalvikar delegiert, dessen Amtsbezeichnung „Generalvikar Seiner Heiligkeit für das Bistum Rom“ (lateinisch Vicarius generalis dioecesis Romanae) lautet. Dieser wird wiederum vom Vizegerenten unterstützt.

Wappen des Bistums Roms mit dem Wappen des Heiligen Stuhls
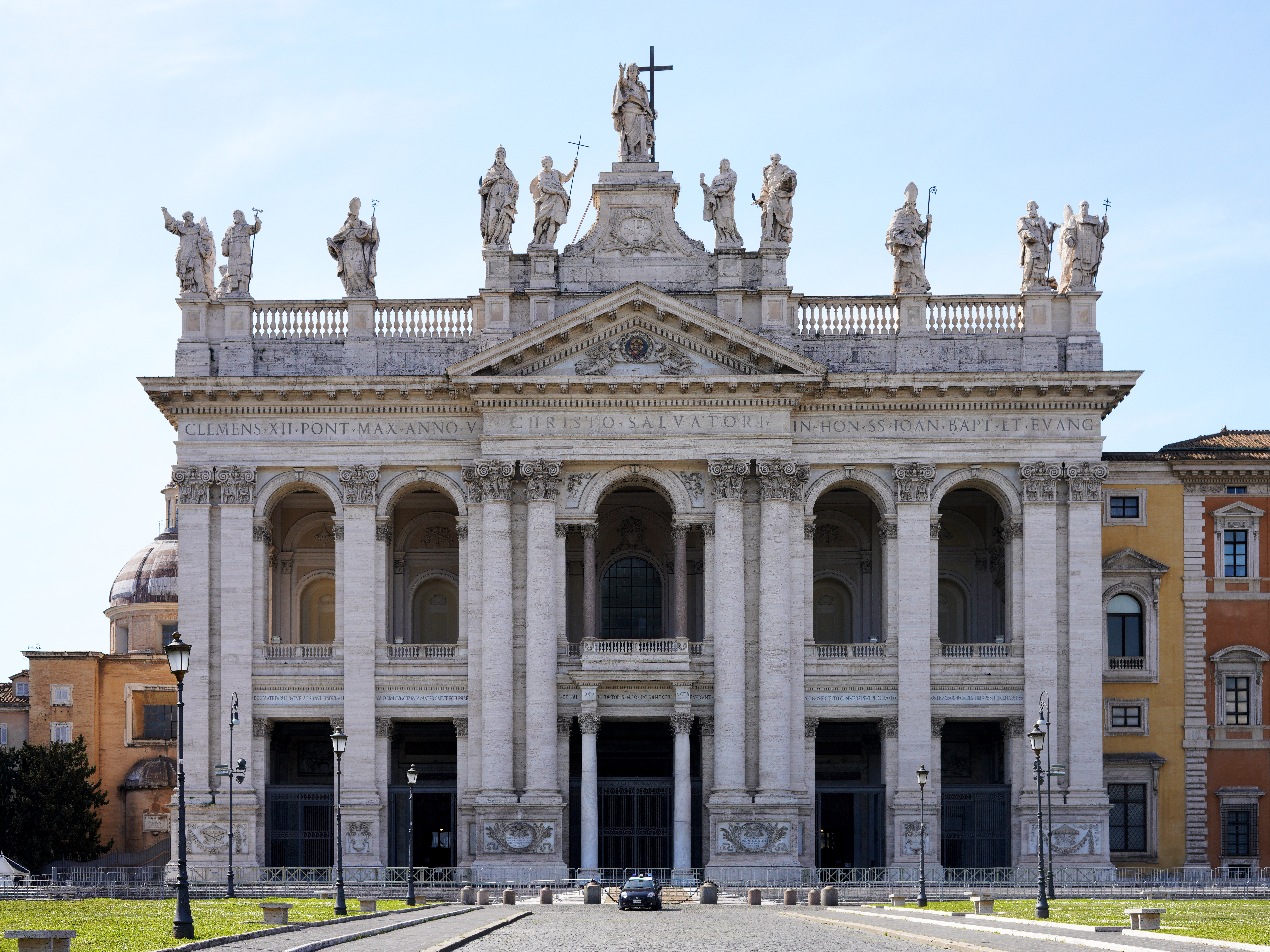
Lateranbasilika, die Bischofskirche von Rom
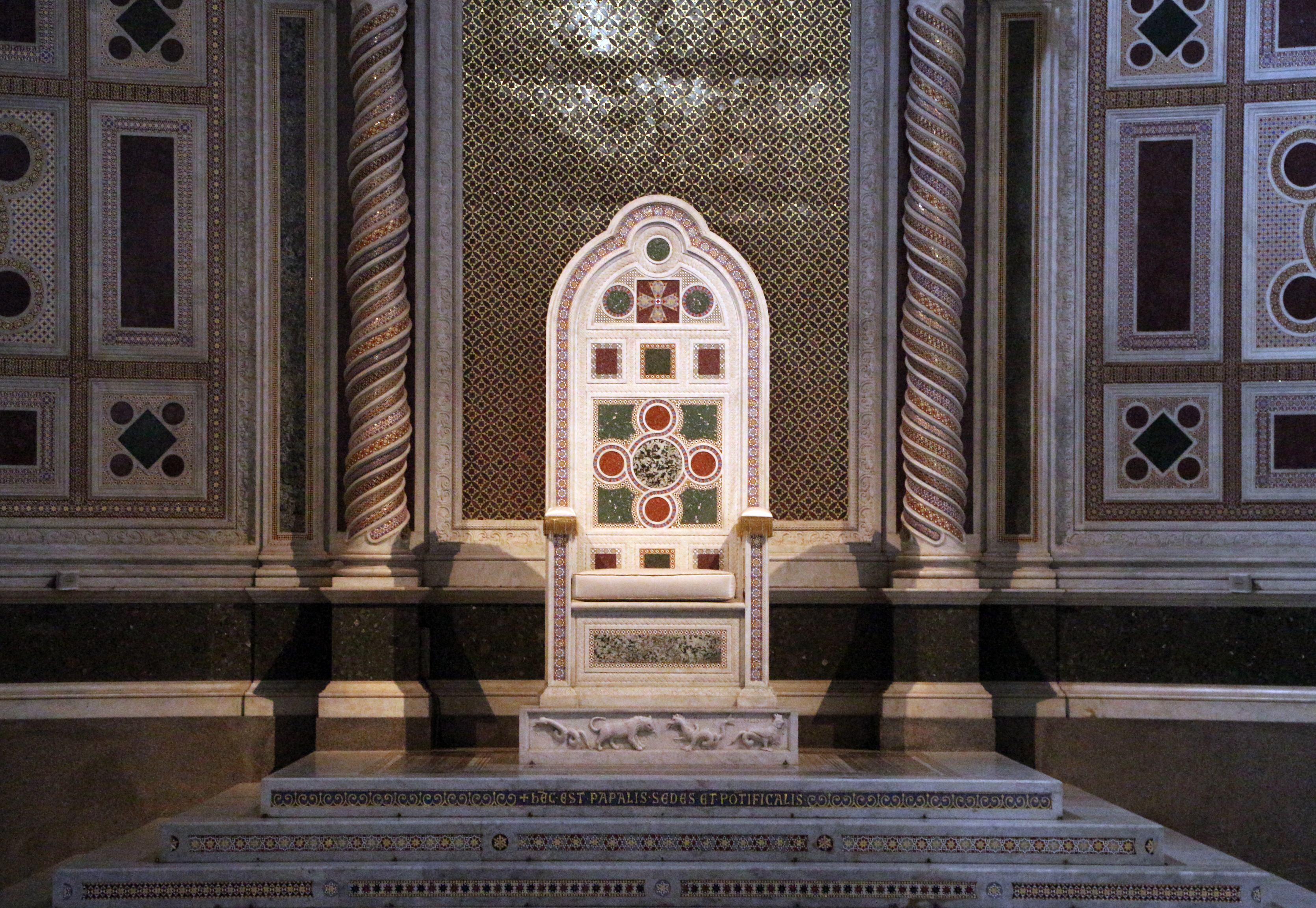
Die Kathedra des Papstes als Bischof von Rom in der Apsis der Lateranbasilika